# Consorcio del Jamón Serrano Español
El Consorcio del Jamón Serrano Español (CJSE) es una organización fundada en octubre de 1990 por iniciativa del ICEX, entidad pública empresarial adscrita al Ministerio de Ministerio de Industria, Comercio y Turismo, y de las principales empresas del sector del Jamón Serrano de España, para defender su calidad y promover su internacionalización. Actualmente cuenta con 24 empresas asociadas.
Ante la entrada de España en la Comunidad Económica Europea en 1986 y la fuerte competencia creciente de productos como el jamón de Parma, de San Daniele y el jamón de Bayona, sus objetivos fueron por un lado establecer los criterios y la operativa de control para garantizar la calidad en la elaboración del Jamón Serrano Español tradicional, y por otro sumar esfuerzos de empresas e instituciones públicas para difundir su conocimiento y promover su comercialización internacional, inicialmente en el mercado europeo. Posteriormente ha ido ampliando sus actividades a otros mercados como los de Norteamérica (EE. UU. y Canadá), América Latina, Australia y China.